# Philip Mould

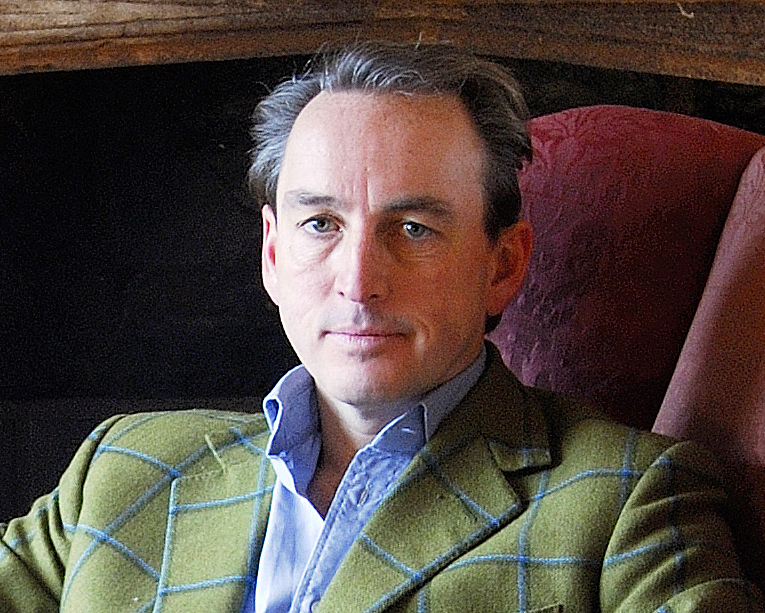
Philip Mould (2011)

Philip Jonathan Clifford Mould OBE (geboren März 1960) ist ein britischer Kunsthistoriker und Kunsthändler.

## Leben
Mould studierte Kunstgeschichte an der University of East Anglia. Mould forschte zur britischen Porträtmalerei und machte sich einen Namen, als es ihm gelang, Werke von Thomas Gainsborough neu zuzuordnen. Er bestimmte Porträtgemälde aus der Tudor-Epoche.
Zu den Kunden seiner Kunsthandlung im Londoner Stadtteil Mayfair zählten die National Portrait Gallery in London und das Royal Albert Memorial Museum in Exeter. Mould ist als Kunstsachverständiger für verschiedene Organisationen tätig, von 2008 bis 2010 auch für das britische Parlament. Mould schreibt regelmäßig Beiträge in der britischen Qualitätspresse. Im Fernsehen tritt er als Kunstvermittler auf und ist u. a. Co-Autor der BBC-Sendung Fake or Fortune?.
Mould wurde 2005 Offizier des Order of the British Empire (OBE) und 2013 Ehrendoktor der University of East Anglia. Er wurde 2012 als Fellow in die Linnean Society of London kooptiert.

## Schriften (Auswahl)
- Sleepers: In Search of Lost Old Masters. Fourth Estate, 1995, ISBN 978-1857022186
- Sleuth: The Amazing Quest for Lost Art Treasures. Harper Collins, 2009, ISBN 978-0007319152